# ペギー・スー
「ペギー・スー」 (Peggy Sue) は、バディ・ホリー、ジェリー・アリソン、ノーマン・ペティによる楽曲。1957年7月にバディ・ホリー・アンド・ザ・クリケッツのシングルとして発表された。1958年のバディ・ホリーのアルバム『バディ・ホリー』にも収録されている。ローリング・ストーンの選ぶオールタイム・グレイテスト・ソング500では194位にランクインしている。
この曲は元々、バディの姪（彼の妹パット・ホリー・カイターの娘）に因んで「シンディ・ルウ Cindy Lou」と呼ばれていた。後に、クリケッツのドラマーであったジェリー・アリソンのガールフレンド（後の妻）であるペギー・スー・ゲロンに因んで「ペギー・スー」と改題された。
ホリーは死の直前の1958年に、この曲の続編に当たる「ペギー・スーの結婚」を録音しており、死後の1959年にクリケッツによってオーバーダビングした上でリリースされた。

## カバー
- ジョン・レノンは1975年のアルバム『ロックン・ロール』でこの曲をカバーしている。
- カントリーシンガーのビリー・クラドックは1973年のアルバム『Mr. Country Rock』でカバーしている。
- ザ・ビーチ・ボーイズは1978年の『M.I.U. アルバム』でカバーした。ヒットチャートでは59位を記録している。